# Biblioteca Municipal Les Voltes
La Biblioteca Municipal Les Voltes és una biblioteca pública de la ciutat de Sant Vicenç dels Horts, Baix Llobregat, inaugurada el 22 d'abril de 2009, que forma part de la Xarxa de Biblioteques Municipals de la Diputació de Barcelona. L'edifici, fet pels arquitectes Pedro Ayesta i Laia Vives, té una superfície total de 1.500 m², dividida en tres plantes. La biblioteca fou inaugurada per l'alcaldessa de Sant Vicenç dels Horts, Amparo Piqueras, i el llavors president de la Diputació de Barcelona, Antoni Fogué. El dia de la seva inauguració va comptar amb un fons inicial de 30.000 documents i 160 subscripcions de revistes i diaris, que progressivament ha anat augmentant. El 13 de desembre de 2013 fou reanomenada la sala d'actes de la biblioteca, com a sala d'actes Narcís Lunes i Boloix, en honor del centenari del naixement del poeta.
El nom de la Biblioteca Les Voltes prové del nom de l'antic edifici de Les Voltes, ubicat a la Plaça de la Constitució o de les Antigues Voltes (avui Plaça Catalunya). Fou un lloc de trobada destinat al comerç local. Un tret característic d'aquest edifici foren les cinc voltes que tenia, que servien com a lloc de protecció de mercaderies i de gènere dels venedors, en cas de pluja. Fou enderrocat l'any 1920 pel mal estat de les cases. L'any 1928 fou acabat de construir en la mateixa ubicació el Mercat Municipal. D'estil noucentista, fou dissenyat per l'arquitecte Melcior Viñals i Muñoz i executat pel constructor vicentí Baldiri Boloix Badosa. Fou restaurat l'any 1973, però va deixar de fer les funcions de mercat municipal l'any 2001. Posteriorment, l'any 2006 fou enderrocat per a la construcció de la futura Biblioteca Municipal.
Durant les obres de la biblioteca, va descobrir-se al subsòl un jaciment d'època romana corresponent a dos períodes diferents: un taller ceràmic del segle I dC i una instal·lació per l'elaboració d'oli dels segles iv i V dC. L'activitat principal del forn era la producció d'àmfores de vi, però també s'hi feien altres tipus peces, com material de construcció (teules i maons), pondera i estris quotidians (vasos, cassoles i plats). Quan deixà de funcionar, a la segona meitat del segle IV dC, se n'aprofitaren algunes de les antigues estructures per instal·lar una premsa dedicada a la producció d'oli, per a un mercat de caràcter local. El conjunt arqueològic està declarat com a bé d'interès local.
Avui dia, la biblioteca té una superfície total de 1.500 m², dividida en tres plantes:
- A la planta baixa hi ha el servei de préstec, la sala de consulta de diaris i revistes i l'àrea d'audiovisuals. També disposa de la sala d'actes Narcís Lunes i Boloix per realitzar tallers, exposicions, conferències i presentacions de llibre;[5]
- A la primera planta hi ha la sala infantil, aules de formació, la zona de treball intern i el magatzem de la biblioteca;
- I a la segona planta hi ha la sala d'adults que disposa de la col·lecció general (novel·les i llibres de coneixement), el servei d'Internet i+ i el servei d'informació.